# 화합물 명명법
화합물 명명법(化合物 命名法, 영어: chemical nomenclature)은 화합물에 대한 계통명을 생성하기 위한 일련의 규칙들이다. 화학 명명법(化學 命名法)이라고도 한다. 전세계적으로 가장 자주 사용되는 명명법은 국제 순수·응용 화학 연합(IUPAC)에서 만들고 개발한 것이다.

## 같이 보기
- 화합물